# 流紋岩
流紋岩（英語：rhyolite）是一种噴出岩，是火山的酸性喷出岩石，其化学成分与花岗岩相同，由於形成時冷卻速度較快使礦物來不及結晶，二氧化硅含量大于69%，其斑晶主要为正长石和石英组成，晶体形状为方形板状，有玻璃光泽，但有解理。岩石为灰色、粉红色或砖红色，有斑状结构和流紋状结构。在中国，主要分布在东南沿海一带。
其英文名稱中，rhyo为希腊语rhuax气流的前缀化，lite为石头。中文名稱中“流纹”指岩浆凝固前的流动产生的纹理。

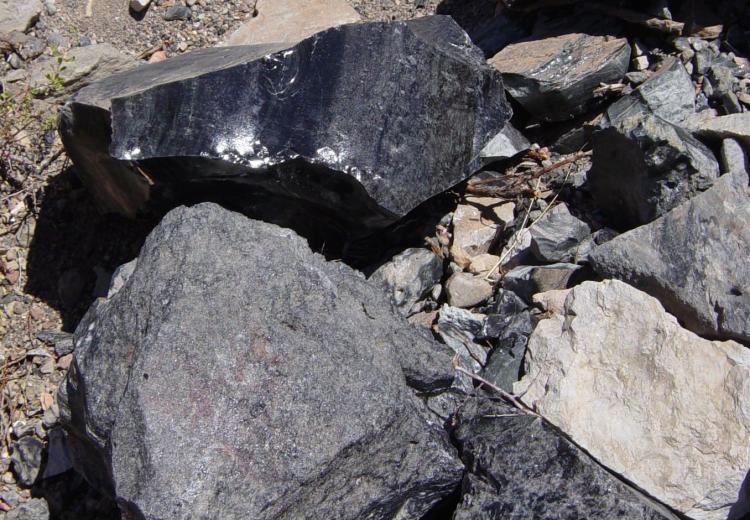
上部: 黑曜岩, 下部: 浮岩, 右下: 是流紋岩 (浅色)

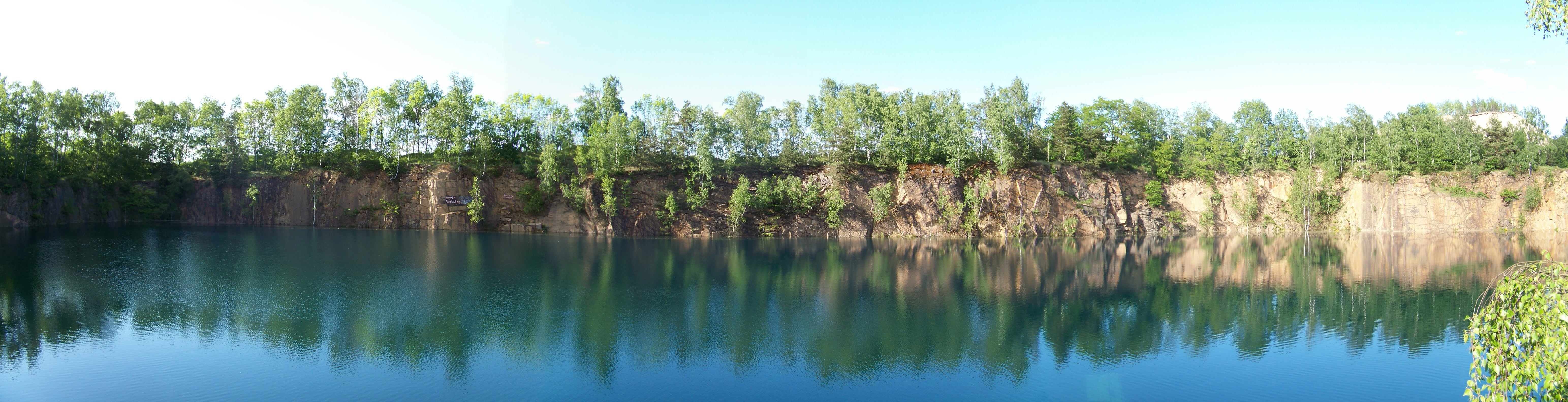
旧流纹岩采石场，在德国Hohburg Hills

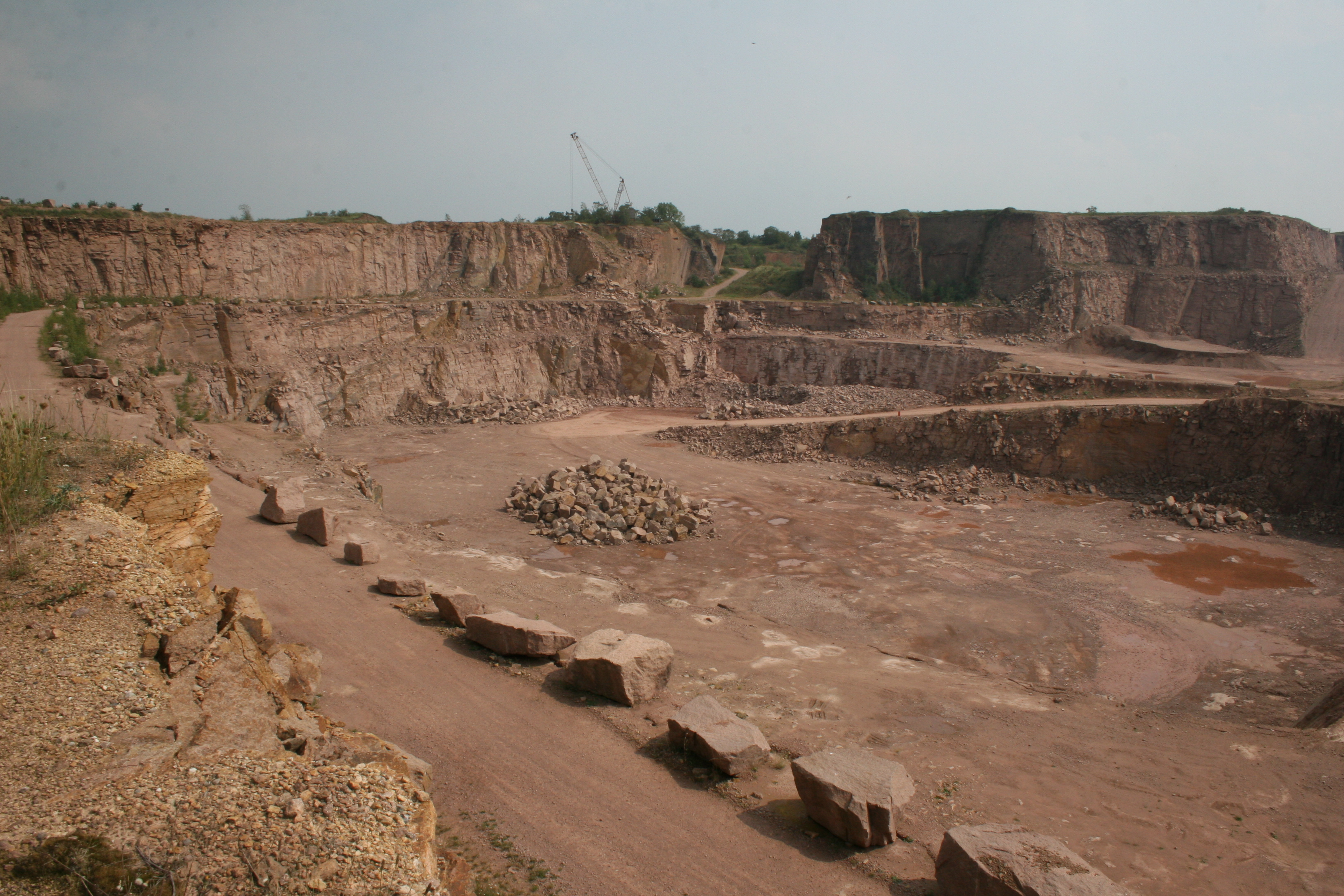
流纹岩采石场, 在德国萨克森-安哈尔特州Löbejün

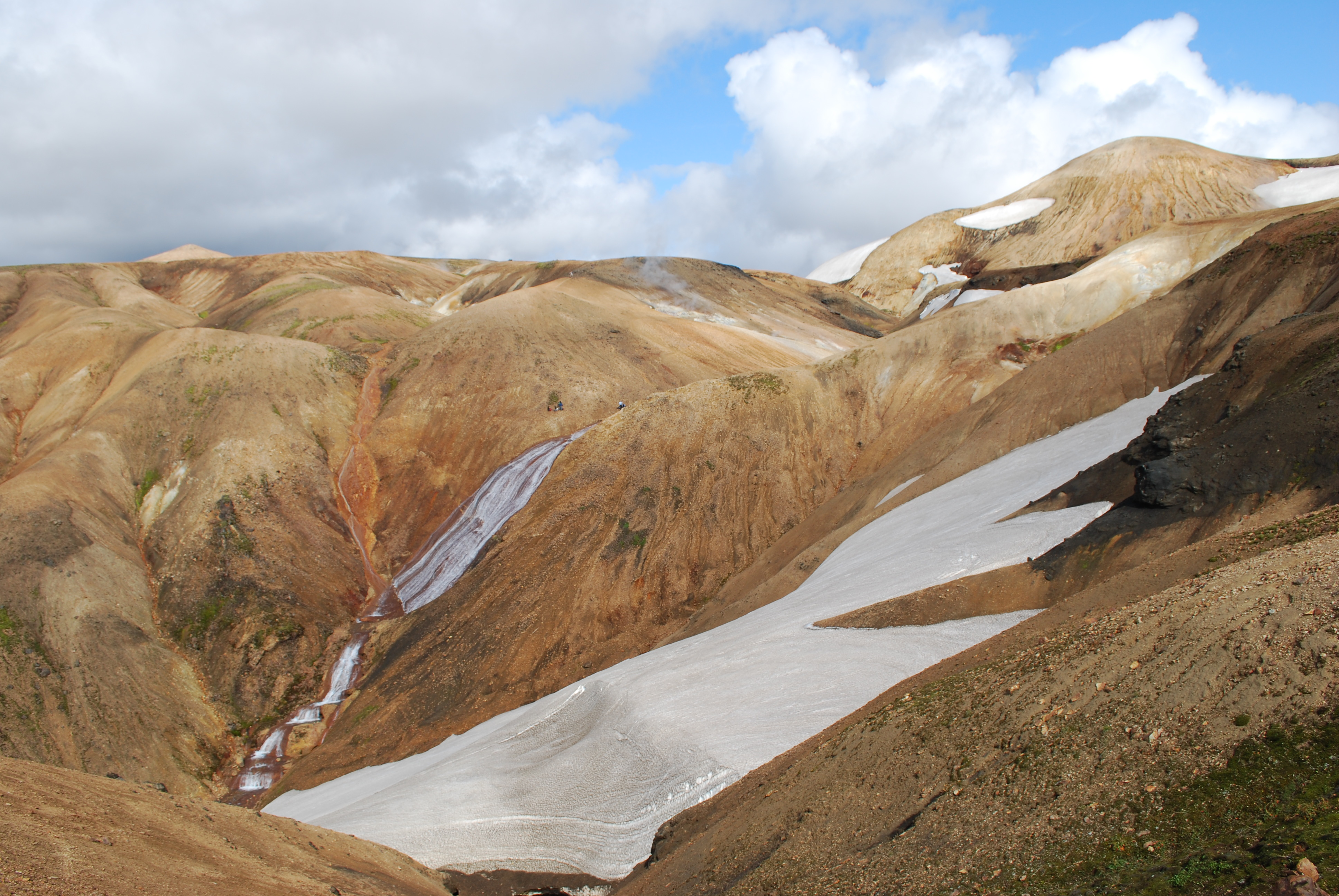
流纹岩，在冰岛Kaldaklofsfjöll, Landmannalaugar